# Candovia spurcata
Candovia spurcata är en insektsart som först beskrevs av Brunner von Wattenwyl 1907.  Candovia spurcata ingår i släktet Candovia och familjen Diapheromeridae. Inga underarter finns listade.